# إليوت أرنولد
إليوت أرنولد (بالإنجليزية: Elliott Arnold)‏ (13 سبتمبر 1912، بروكلين في الولايات المتحدة - 13 مايو 1980، نيويورك في الولايات المتحدة)؛ كاتب سيناريو وروائي أمريكي.

## روابط خارجية
- إليوت أرنولد على موقع IMDb (الإنجليزية)
- إليوت أرنولد على موقع ألو سيني (الفرنسية)
- إليوت أرنولد على موقع أول موفي (الإنجليزية)
- إليوت أرنولد على موقع قاعدة بيانات الأفلام السويدية (السويدية)
- إليوت أرنولد على موقع قاعدة بيانات الفيلم (الإنجليزية)
- إليوت أرنولد على موقع كينوبويسك (الروسية)